# Flip Skateboards
Flip Skateboards es una compañía de material skate propiedad de Jeremy Fox, Ian Deacon y Geoff Rowley. Tiene su sede en California y es distribuida por el grupo Blitz Distribution. Flip es una de las fabricantes más importantes de monopatines del mundo junto a Birdhouse. En su catálogo de productos se encuentra también ropa de calle y, recientemente, la incursión en el mundo del calzado skate.

## Historia
La compañía nació en el Reino Unido, con el nombre de "Deathbox Skateboards" (renombrada Flip en 1991) en la década de los 80. En 1994, ya como Flip Skateboards, se traslada a California con un nombre en el mercado del skateboard y un importante prestigio gracias, en parte, a su exitoso equipo liderado por Geoff Rowley, Tom Penny y Rune Glifberg, todos ellos europeos.
Flip tiene el honor, también, de tener o haber tenido a cuatro skaters que, bajo el patrocinio de Flip, hayan ganado el "Thrasher Skater of the Year Award", premio al mejor skater que cada año entrega Thrasher, la revista más importante del mundo del skate. Ellos son Bob Burnquist en 1997, Geoff Rowley en 2000, Arto Saari en 2001, Mark Appleyard en 2003 y David González en 2012.

"El skateboard va a ser devorado, irremediablemente, por el mainstream. Por lo tanto vamos a tratar de hacerlo de un modo correcto."
Jeremy Fox, cofundador de Flip, en una entrevista a Transworld Business el 1 de octubre de 2004 al preguntársele por eventos como los X Games.

La compañía también tiene sus propios videoclips, algo muy usual y prácticamente obligatorio para toda compañía de skate. Dos son los que ha grabado: Sorry, en 2002 y Real Sorry, en 2003. Hay que decir al respecto que "Sorry" (Lo siento, en español) es el lema oficial de Flip. El equipo está grabando el que será su tercer video-documental, Flipin Out, previsto para 2008.

## Equipo Flip
PRO TEAM
- Luan Oliveira
- Tom Penny
- Geoff Rowley
- Arto Saari
- Ali Boulala
- Alec Majerus
- Lance Mountain
- Rune Glifberg
- Bob Burnquist
- Louie Lopez
- David Gonzalez
- Curren Caples
- Matt Berger

AM TEAM
- Ben Nordberg
- Oscar Meza
- Denny Pham
- Ryder Lawson internacional
- Shane cross (r.i.p)

www.flipskateboards.com